# Hürup
Hürup (danska: Hyrup) är en kommun och ort i Kreis Schleswig-Flensburg i förbundslandet Schleswig-Holstein i Tyskland.
Kommunen ingår i kommunalförbundet Amt Hürup tillsammans med ytterligare sex kommuner.